# Nanbuzi
Nanbuzi (kinesiska: 南堡子, 南堡子乡) är en socken i Kina. Den ligger i provinsen Shanxi, i den norra delen av landet, omkring 180 kilometer norr om provinshuvudstaden Taiyuan. Antalet invånare är 3 559. Befolkningen består av 1 649 kvinnor och 1 910 män. Barn under 15 år utgör 15,0 %, vuxna 15-64 år 74 %, och äldre över 65 år 10,0 %.
Genomsnittlig årsnederbörd är 681 millimeter. Den regnigaste månaden är juli, med i genomsnitt 207 mm nederbörd, och den torraste är december, med 2 mm nederbörd.